# Columbia Icefield
Columbia Icefield er den største gletsjer i Canadian Rockies. Den ligger i den canadiske del af Rocky Mountains, på begge sider af det kontinentale vandskel langs grænsen mellem provinserne Britisk Columbia og Alberta. Bræen ligger delvis i det nordvestlige hjørne af Banff National Park og delvis i den sydlige ende  af  Jaspers National Park. Den har et areal på omkring 325 km², 100 til 365 meter i tykkelse og får omkring 7 m nedbør som sne hvert år.

## Historie
Columbia Icefield var, fordi den lå afsides og de hårde vejrforhold  i området, en af de sidste geologiske opdagelser som ble gjort i det vestlige Canada. I april 1827 krydsede den skotske botaniker David Douglas Athabasca Pass, som var en vigtig handelsrute længere mod  nord, hvor han klatrede til tops på en af de omkringliggende bjergtoppe. Han skrev om sin første bestigning i sin dagbog, at toppen var 6.000 meter høj. Sommeren 1884 udforskede geologiprofessoren Arthur Philemon Coleman det kontinentale vandskel fra Banff til Jasper for at prøve at finde den gigantiske  topsom Douglas havde beskrevet. Han fandt ikke den beskrevne top, men han fandt en rute som senere skulle blive Icefield Parkway. I juli 1898 tog den britiske opdagelsesrejsende J. Norman Collie og hans  venner Hugh Stutfield og Herman Wooley ud for at lede efter det store bjerg som Douglas havde beskrevet. Om morgenen 18. august klatrede Collie og Wooley på østsiden af Mount Athabasca, og nåede toppen hvor de opdagede et område dækket af is som strakte sig næsten til horisonten i alle retninger. Collie skrev senere:
| Citat | The view that lay before us in the evening light was one that does not often fall to the lot of modern moutaineers. A new world was spread at our feet: to the westward stretched a vast ice-field probably never before seen by the human eye, and surrounded by entirely unknown, unnamed and unclimbed peaks. | Citat |
|       | |       |

## Bræarme
Den store hovedbræ har flere store bræarme:
- Athabasca Glacier
- Castleguard Glacier
- Columbia Glacier
- Dome Glacier
- Stutfield Glacier
- Saskatchewan Glacier

Dele af hovedgletsjeren er synlig fra Icefields Parkway.  Athabasca Glacier har trukket sig meget tilbage siden den havde sin største udstrækning i moderne tid i 1844. Om sommerenkan besøgende komme op på bræen i store specialbyggede busser. Columbia Icefield er også et populært sted for fjeldture på ski i vintermånederne.
Athabasca River og North Saskatchewan River har deres  udspring i Columbia Icefield, det samme har nogle af floderne som danner Columbia River. Siden hovedbræen er på toppen af vandskellet i tre forskellige retninger, løber vandet både nordover til Nordishavet,  østover til Hudson Bay (og derfra til Nordatlanten), og syd og vestover til Stillehavet.

## Bjergtoppe
Nogle af de højeste bjergtoppe i de canadiske dele af Rocky Mountains ligger omkring kanten:
- Mount Andromeda (3.450 moh.)
- Mount Athabasca (3.491 moh.)
- Mount Bryce (3.507 moh.)
- Castleguard Mountain (3.090 moh.)
- Mount Columbia (3.747 moh.)
- Mount King Edward (3.490 moh.)
- Mount Kitchener (3.505 moh.)
- North Twin Peak (3.684 moh.)
- South Twin Peak (3.566 moh.)
- Snow Dome (3.456 moh.)
- Stutfield Peak (3.450 moh.)

## Eksterne kilder og henvisninger